# 박은 (1370년)
박은(朴訔, 1370년 ~ 1422년5월9일)은 고려 말 조선 초의 문신이다. 본관은 반남(潘南). 자는 앙지(仰止), 호는 조은(釣隱), 시호는 평도(平度)이다. 박상충(朴尙衷)의 아들이고 목은 이색(牧隱 李穡)의 생질이며 이종학(李種學)의 고종사촌 동생이다.

## 생애
조부는 밀직부사 박수(朴秀)이고, 아버지는 판전교시사 박상충(朴尙衷)이며 어머니는 한산 이씨로 이곡의 딸이다. 목은 이색은 그의 외삼촌이 된다.
문음(門蔭)으로 관직에 출사하여 판숭복도감사(判崇福都監事)를 받았다. 1385년(우왕 11) 문과에 2등으로 급제하여 권지전교시교감(權知典校寺校勘), 후덕부승(厚德府丞), 1391년(고려 공양왕 3년) 통례문부사(通禮門副使), 1392년 개성부 소윤(開城府少尹)에 임명됐다.
1392년에 조선 개국 후 지금주사(知錦州事)·좌보궐·지영주사(知永州事)·사헌시사·지춘주부사(知春州府事)·사헌중승·판사수감사(判事水監事)를 지냈다. 조선 태종의 잠저(潛邸) 시절에 서로 의기가 상통하여 1398년(태조 7) 제1차 왕자의 난, 1400년(정종 2) 제2차 왕자의 난에 태종을 도와 공을 세우고, 이 해 태종이 즉위하자, 좌명공신(佐命功臣) 3등으로 반남군(潘南君)에 봉해졌다.
강원도 도관찰척사(江原道都觀察黜陟士)를 비롯하여 한성부윤(漢城府尹)·승추부제학(承樞府提學) 등을 지냈다. 이후 계림윤(鷄林尹)·전라도 관찰사로 발령받았다. 1406년(태종 6) 전라도관찰사 재직 중, 당시 제주도의 동불(銅佛, 구리 불상)을 구하러 온 명나라 사신을 잘 접대해 칭찬을 받았다. 이후 좌군동지총제(左軍同知摠制)·참지의정부사(參知議政府事) 겸 대사헌을 거쳐 서북면 도순문찰리사(都巡文察里使)·지의정부사(知議政府事)·병조판서·대사헌·호조판서를 역임한 뒤 1412년 금천군으로 개봉(改封)되었다.
1409년에는 서북면도순문찰리사 겸 평양부윤으로 재직하면서 평양성의 축성을 감독하였다. 판의금부사(判義禁府事)를 겸했을 때 신장(訊杖)의 정수(定數)를 1차에 30으로 정하여 실시케 했고, 이조판서·판우군도총제부사(判友軍都摠制府事)를 거쳐 1416년(태종 16) 우의정 겸 판이조사(判吏曹事)를 지낸 뒤 금천 부원군(錦川府院君)에 진봉(進封)되었다. 이후에는 좌의정으로 승진하고 겸 판이조사를 겸했다. 세종 즉위 후에 강상인의 옥사에 참여하기도 하였다. 1421년 병으로 좌의정직에서 물러났다.

### 사후
바로 평도(平度)의 시호가 내려졌는데, 왕조실록의 졸기에 같이 실렸다. 포강치기왈평 심능제의왈도(布綱治紀曰平 心能制義曰度)라 하여 강기(綱紀)를 펴 다스려 나가는 것을 평(平)이라 하고, 마음이 능히 의(義)를 재량할 줄 아는 것을 도(度)라 했다 한다. 세종대왕은 부의로 쌀과 콩 70석을 보냈으며, 바로 태상왕 태종의 상중이라 그해 10월 12일 예관을 시켜 제문을 보냈다.
처음에 경기도 양주군 남중면(南中面) 양포리(良浦里) 중랑포(후일의 서울특별시 중랑구 묵동 233번지 ~ 240번지 일대)에 묻혔다가 뒤에 양주군 귀천면(龜川面) 고다기리(高多岐里, 현 서울특별시 강동구 고덕동 계좌(癸坐)로 이장하였다. 뒤에 다시 이장하여 아들 박규의 묘 근처 경기도 파주시 문산읍 당동(堂洞) 3리 산 57-1번지, 해좌(亥坐)로 이장하였다. 파주시 문산읍 인근 지역에는 이미 그의 아들 박규의 묘소가 있었다. 그의 가족 묘소는 파주시 향토유적 제25호로 지정되었다.

## 가족 관계
- 아버지 : 박상충(朴尙衷, 1332년 ~ 1375년)
- 어머니 : 한산 이씨, 이곡의 딸
  - 부인 : 장흥주씨(長興周氏), 주언방(周彦邦)의 딸
    - 장남 : 박규(朴葵)[2]
      - 장손: 박병문
      - 차손: 박병균[3]
      - 삼남 : 박병중[4]

    - 차남 : 박강(朴薑)
      - 손자 : 박치(朴䎩)

    - 삼남 : 박훤(朴萱)
      - 손자 : 박숭질(朴崇質)

    - 장녀 : 윤구(尹救)에게 출가
    - 차녀 : 김윤(金潤)에게 출가
    - 삼녀 : 이중(李重)에게 출가
    - 사녀 : 어효첨(魚孝瞻)에게 출가

## 묘소
《평도공 박은 묘역》은 경기도 파주시 문산읍 당동리 산57-1에 있다. 2007년 2월 22일 파주시의 향토유적 제25호로 지정되었다.

## 관련 작품

### 드라마
- 《용의 눈물》(KBS 1TV, 1996년~1998년, 배우:임병기)
- 《대왕 세종》(KBS 2TV, 2008년~2008년, 배우:박영지)
- 《뿌리깊은 나무》(SBS, 2011년~2011년, 배우:최정우)
- 《장영실》(KBS 1TV, 2016년~2016년, 배우:박승규)
- 《태종 이방원》((KBS 1TV, 2021~2022년, 배우:이현균)